# Eugène Yago
Eugène Beugré Yago (15 dicembre 1969) è un ex calciatore ivoriano, di ruolo centrocampista.

## Carriera

### Club
Ha giocato nel campionato ivoriano e kuwaitiano.

### Nazionale
Con la maglia della Nazionale ha vinto la Coppa delle nazioni africane 1992.

## Palmarès

### Nazionale
- Coppa d'Africa: 1

1992